# Grinnell, Iowa
Grinnell är en stad i Poweshiek County i den amerikanska delstaten Iowa med en yta av 13 km² och en folkmängd, som uppgår till 9 105 invånare (2000). Orten grundades 1854 av Josiah Bushnell Grinnell. Grinnell är säte för Grinnell College som grundades redan 1846.